# Tinsel Korey
Tinsel Korey (* 25. März 1980 in Toronto, Ontario) ist eine kanadische Sängerin und Schauspielerin.

## Leben
Korey war anfangs zunächst in einigen Werbespots zu sehen. 2002 beabsichtigte sie nach Hollywood gehen, um Schauspielerin zu werden, kam dann aber schließlich nach Vancouver, wo sie zunächst lebte und arbeitete. Seit 2004 spielte Korey Rollen in mehreren Fernsehserien. Sie übernahm hierbei mehrere durchgehende Serienrollen, Episodenrollen und auch Gastrollen. So war sie unter anderem in den Serien Tru Calling – Schicksal reloaded!, Da Vinci’s Inquest und Godiva’s zu sehen.
2005 spielte sie in der Mini-Serie Into the West – In den Westen von Steven Spielberg. 2006 erhielt Korey eine Nebenrolle als Vergewaltigungsopfer an der Seite von Callum Keith Rennie in dem Kriminalthriller Unnatural & Accidental von Carl Bessai. 2007 spielte sie gemeinsam mit Adam Beach in dem Filmdrama Luna: Spirit of the Whale. 2008 folgte die Hauptrolle der Anna Navarez in dem Krimi The Quality of Life. Weitere Fernsehauftritte in den Serien Intelligence, Tin Man, Rabbit Fall – Finstere Geheimnisse und The Guard folgten.
Bekannt wurde Korey vor allem durch ihre Rollen, in denen sie Indianer darstellte. Sie spielte die Makah Emily Young in New Moon – Bis(s) zur Mittagsstunde und Eclipse – Bis(s) zum Abendrot.
2008 trat sie als Sängerin bei der Verleihung der National Aboriginal Achievement Awards auf.
Korey lebt (Stand: Juni 2010) in Los Angeles.

## Filmografie (Auswahl)
- 2004: Tru Calling – Schicksal reloaded!
- 2004: Da Vinci’s Inquest
- 2005: Into the West – In den Westen
- 2006: Godiva’s (Fernsehserie)
- 2006: Unnatural & Accidental (Kinofilm)
- 2007: Luna: The Spirit of the Whale (Fernsehfilm)
- 2007: Die Regeln der Gewalt
- 2007: Intelligence (Fernsehserie)
- 2007: Tin Man (Fernsehserie)
- 2008: The Quality of Life (Fernsehfilm)
- 2008: Rabbit Fall – Finstere Geheimnisse (Fernsehserie)
- 2008–2009: The Guard (Fernsehserie)
- 2009: New Moon – Bis(s) zur Mittagsstunde
- 2009: Wyvern – Die Rückkehr der Drachen
- 2010: Eclipse – Bis(s) zum Abendrot
- 2010: Stained
- 2014: Bullet